# Lotnisko Kąkolewo
Lotnisko (Lądowisko) Kąkolewo – dawne lotnisko wojskowe i następnie lądowisko w Kąkolewie w Wielkopolsce.

## Historia
Lotnisko Kąkolewo powstało w latach 60. XX wieku decyzją Ministra Obrony Narodowej jako lotnisko wojskowe, najpierw jako lotnisko zapasowe dla 45 Pułku Lotnictwa Myśliwskiego w Babimoście, a następnie 62 Pułku Lotnictwa Myśliwskiego w Krzesinach. Lotnisko zabezpieczało także działanie innych jednostek lotniczych, między innymi lotnisk we Wrocławiu (Wrocław-Strachowice) i Sochaczewie (Bielice).
W latach 1971–1972 wybudowano asfaltobetonowy pas startowy, drogi kołowania i płyty postojowe przystosowane do przyjmowania samolotów myśliwskich typu Mig-21 oraz dodatkową infrastrukturą techniczną. Zaplecze lotniska w postaci tzw. koszarowca tj. budynku zostało zlokalizowane na północ od lotniska w kierunku miejscowości Kąkolewo. W budynku zlokalizowane były kuchnia, stołówka, wartownia, pokój dowódcy i szefa, dyżurka, kancelaria, a także magazyn broni, magazyn szefa kompanii, pokój dla kadry od środków technicznych (radary), sale żołnierskie, świetlica, toalety i łazienki. Przez cały okres funkcjonowania lotniska, stałą służbę pełniło tutaj 30–35 żołnierzy.
Po roku 1996 Wojsko Polskie przestało wykorzystywać lotnisko, które uległo likwidacji, a teren przeszedł w ręce prywatne.
W roku 2015 Aeroklub Poznański zapoczątkował proces przywracania pierwotnej funkcji tego terenu rejestrując lądowisko Kąkolewo. W kwietniu 2017 r. Aeroklub Poznański  im. Wandy Modlibowskiej stał się właścicielem nieruchomości na której zlokalizowane jest lotnisko, a 18 lipca 2019 roku decyzją Urzędu Lotnictwa Cywilnego Lotnisko Kąkolewo (EPPG) zostało wpisane do rejestru lotnisk publicznych.

## Aeroklub Poznański
11 stycznia 2016 teren został wpisany do ewidencji lądowisk prowadzonej przez Urzędu Lotnictwa Cywilnego pod numerem 343.
W 2017 właścicielem lotniska został Aeroklub Poznański, który zamierzał zbudować tutaj swoją nową bazę.
W Kąkolewie ma powstać także Centrum Kształcenia Lotniczego Politechniki Poznańskiej.. Inauguracja lotów aeroklubowych odbyła się 17 czerwca 2017, podczas X Zlotu Gigantów. W 2021 lotnisko nadal było rejestrze lotnisk cywilnych Urzędu Lotnictwa Cywilnego.
13 września 2022r. otwarto tutaj Kampus Kąkolewo Politechniki Poznańskiej. 
12 grudnia 2024 roku w Kąkolewie ruszyły prace nad budową nowoczesnego kompleksu, który połączy funkcje hotelowe, konferencyjne oraz hangarowe. Inwestycję realizuje Przemysław Budźko, przedsiębiorca z Opalenicy i entuzjasta lotnictwa. Powstający obiekt ma nie tylko służyć bieżącej działalności lotniska, ale także wspierać działalność nowo utworzonego Stowarzyszenia „Skrzydła Wielkopolski”. Projektowany kompleks będzie się składał z dwóch części – hangaru lotniczego o powierzchni użytkowej 2189,20 m², przeznaczonego do przechowywania i obsługi samolotów oraz dwukondygnacyjnego budynku hotelowo-konferencyjnego o powierzchni użytkowej 741,78 m². Część hotelowo-konferencyjna pomieści jedenaście pokoi 2-osobowych, dwie sale konferencyjne, biura oraz zaplecze gastronomiczne. Planowana jest również przestrzeń techniczna i magazynowa. Projekt części hotelowo-konferencyjnej charakteryzuje się dużymi przeszkleniami, które zapewnią naturalne oświetlenie i możliwość obserwowania ruchu lotniczego. Autorami projektu są Magdalena Boruc (główna projektantka) oraz Anna Grzechowiak i Rafał Tratwal (projekt elewacji). Nowo powstający obiekt ma być dostosowany do organizacji różnorodnych wydarzeń nie tylko sportowych związanych z lotnictwem, takich jak pokazy lotnicze czy zawody w sportach lotniczych. Inwestor przewiduje możliwość organizowania w kompleksie konferencji i szkoleń, zjazdów branżowych i sympozjów, czy imprez integracyjnych. W przyszłości kompleks będzie pełnił również funkcję siedziby stowarzyszenia „Skrzydła Wielkopolski”, które zostało powołane do życia w styczniu tego roku. Organizacja stawia sobie za cel integrację środowiska lotniczego oraz promowanie wiedzy i umiejętności związanych z awiacją. Budowa Ośrodka Dydaktyczno-Szkoleniowego Politechniki Poznańskiej - Kampus Kąkolewo. 
W dniu 18 grudnia 2024 roku Politechnika Poznańska podpisała umowę z firmą JAKON sp. z o.o. na realizację zadania polegającego na budowie Ośrodka Dydaktyczno-Szkoleniowego na terenie Kampusu Politechniki Poznańskiej w Kąkolewie.
Budynek zaprojektowano jako wolnostojący na planie prostokąta, wydzielając przestrzeń manewrową z podjazdem przed główne wejście do budynku (od strony północnej). Trzykondygnacyjny obiekt będzie oferował bazę noclegową w 26 dwuosobowych pokojach, które zostaną zlokalizowane na wyższych kondygnacjach. Na parterze zaś znajdą się: sala konferencyjna, dwie sale wykładowe, pomieszczenia administracyjne, recepcja. Łączna powierzchnia użytkowa obiektu wyniesie ok. 1700 m2. Przewidywany termin oddania obiektu do użytkowania - IV kw. 2026 r. Ośrodek będzie pełnił zarówno funkcję edukacyjną, jak i komercyjną, wspierając proces kształcenia. Przede wszystkim będzie służyć jako centrum kształcenia i szkoleń związanych z lotnictwem. W takiej lokalizacji możliwe będzie prowadzenie zajęć teoretycznych i praktycznych dla studentów kierunków związanych z pilotażem w ramach Centrum Kształcenia Lotniczego Politechniki Poznańskiej, a także szkoleń z zakresu zarządzania ruchem lotniczym, portami lotniczymi czy logistyką w transporcie powietrznym. Ośrodek stanie się także ważnym wsparciem logistycznym i organizacyjnym dla realizacji w Kąkolewie projektów badawczo-rozwojowych związanych z lotnictwem i technologiami kosmicznymi. Obiekt będzie również doskonałym miejscem do organizacji konferencji i seminariów branżowych. Dzięki dogodnemu położeniu możliwe będzie organizowanie spotkań biznesowych i zamkniętych konferencji dla firm z sektora lotniczego. Ośrodek Dydaktyczno-Szkoleniowy uzupełni dotychczas zrealizowane przez Uczelnię inwestycje w Kąkolewie w postaci hangarów lotniczych, budynku Zaplecza Laboratoryjno-Badawczego, a także Ośrodka Testowania Robotów Kosmicznych oraz obserwatorium astronomicznego.